# Nunulisa
Nunulisa (Nunu Lisa) ist eine osttimoresische Aldeia im Suco Lissadila (Verwaltungsamt Loes, Gemeinde Liquiçá). 2015 lebten in der Aldeia 426 Menschen.

## Geographie
Nunulisa liegt im Nordwesten des Sucos Lissadila. Westlich und südlich befindet sich die Aldeia Darulema, nördlich die Aldeia Bautalo und östlich die Aldeia Cai-Cassa. In der Aldeia befindet sich der Ort Nunulisa.

## Politik
2023 wurde Jaimito Correia zum Chefe de Aldeia gewählt.